# Waldbühne Zußdorf
Die Waldbühne Zußdorf ist eine Freilichtbühne auf dem Gebiet der Gemeinde Wilhelmsdorf (Württemberg) in Oberschwaben. Die Bühne wird hauptsächlich für Amateurtheateraufführungen genutzt. 2009 wurde auch erstmals ein Open-Air-Kino veranstaltet. Betrieben wird die Bühne vom gleichnamigen Verein Waldbühne Zußdorf.

## Lage
Die Waldbühne Zußdorf liegt am westlichen Ortsrand, direkt neben dem Waldsportplatz des Sportvereins Zußdorf. Die Bühne steht direkt oberhalb des Zussdorfer Ruggenbachs, die Zufahrt zur Bühne erfolgt über die Straße Zocklersteige.

## Geschichte
Aus einer ehemaligen Kiesgrube heraus wurde 2007 zum 50-jährigen Jubiläums des Sportverein Zußdorf und 125-jährigen Jubiläum der Freiwilligen Feuerwehr Zußdorf die Bühne für Aufführung von Peter Pan konzipiert und erbaut. Die Bepflanzung der Kiesgrube und der Aufbau der ehemaligen Tribüne des ehemaligen Ravensburger Eisstadions St. Christina waren Hauptbestandteile des Bühnenbaus. Unter anderem wurden auch Tunnelanlagen und stückspezifische Wege für die Schauspieler angelegt.
2009 wurde der Verein Waldbühne Zußdorf gegründet, der sich unter anderem als Ziel setzt: „Mit der Waldbühne Zußdorf soll ein starkes und lebendiges Gemeinschaftsprojekt entstehen, welches sich durch seine kulturelle Vielfalt und Außergewöhnlichkeit hervortut“. Im Mittelpunkt der Aktivitäten steht das Theater als Eigenproduktion, das als fester Bestandteil der Waldbühne vorgesehen ist. Daneben können andere kulturelle Aktivitäten und Vorführungen in Regie der Waldbühne Zußdorf durchgeführt werden.

### Bisher aufgeführte Werke
| Stückname                                                 | Regisseur/in   | Autor/in                                                                         | Erstaufführung   | Aufführungsjahr |
| --------------------------------------------------------- | -------------- | -------------------------------------------------------------------------------- | ---------------- | --------------- |
| Peter Pan Do Moinsch du draimsch                          | Thomas Beck    | unter Vorlage von Hook (Drehbuch: James V. Hart) Autor: Thomas Beck              | 7. Juli 2007     | 2007            |
| Sommernachtstraum A oigene Version frech nach Shakesbeare | Thomas Beck    | unter Vorlage von Ein Sommernachtstraum (William Shakesbeare) Autor: Thomas Beck | 5. August 2010   | 2010            |
| Werk(s)verkauf Ziehat Euch warm a                         | Barbara Kunze  | Barbara Kunze                                                                    | 12. Oktober 2013 | 2013            |
| Alle Hopp Menschen, Nachbarn, Sensationen                 | Thomas Beck    | Thomas Beck                                                                      | 6. August 2014   | 2014            |
| WaldBusBlues A Stück vom Jungsein und drüber naus         | Thomas Beck    | Thomas Beck                                                                      | 3. August 2017   | 2017            |
| Snaplock                                                  | Barbaras Kunze | Barbara Kunze                                                                    | 18. März 2022    | 2022            |
| Vieharmonie A tierisches Theater                          | Thomas Beck    | Thomas Beck                                                                      | 3. August 2023   | 2023            |
| Quelle:                                                   |                |                                                                                  |                  |                 |

### Andere Veranstaltungen
Auch außerhalb der Freilichttheateraufführungen war die Waldbühne Veranstaltungsort. So war die Waldbühne seit 2009 dreimal Veranstaltungsort des „Zussdorfer Open Air Kinos“, im Jahr 2016 erstmals auch unter Organisation und Durchführung des Betreibervereines. Außerdem fand im Jahr 2014 die „Arena 2014 - das Kindergruppenmatch in Zussdorf“ der Zussdorfer Kindergruppen statt.
Anlässlich des 60. Geburtstages des in Zussdorf aufgewachsenen Jazzschlagzeugers Gregor Beck lud im April 2018 die Waldbühne Zußdorf zu einem Classic Jazz-Konzert ein.

## Auszeichnungen
Alle Hopp – Menschen, Nachbarn, Sensationen unter der Regie von Thomas Beck gehörte zu den drei nominierten Freillichttheaterstücken des Landesamatheurtheaterpreises Lamathea 2015. Das Niveau des Stücks und der Inszenierung wurde als „schwindelerregend hoch“ beschrieben.

## Trivia
Die Bühne steht aktuell (2025) unter speziellem Naturschutz und darf nur unter Auflagen des Landratsamtes und des Regierungspräsidiums genutzt werden. Die Umbaumaßnahmen seit 2007 zeigen einige Hinterlassenschaften auf der Bühne, wie etwa Tunnelsysteme, angelegte Schleichwege, einige Hütten und Verschläge, sowie ein solides Grundfundament der Bühne. Der deutsche Filmproduzent und Drehbuchautor Marius Beck ist Sohn des Waldbühne-Regisseurs Thomas Beck und war selbst Schauspieler, als auch Vorstandsmitglied im Betreiberverein. Die ZDFneo-Serie Tschappel, in welcher Beck als Produzent & Autor tätig war, entstand so unter Mitwirkung des Betreibervereins der Waldbühne Zußdorf 2024 in Oberschwaben.

## Der Betreiber
Der Verein der Waldbühne Zußdorf e.V. verschreibt sich der kulturellen Förderung in Zußdorf und der Region. Aktuell (2017) hat der Verein 503 Mitglieder. Seine Präambel macht den Verein in der Gemeinde einzigartig: „Ein Verein der nicht die Kassen, sondern die Herzen der Menschen füllt.“ Der Verein ist Mitglied im Landesverband Amateurtheater Baden-Württemberg.